# Вице-президент Занзибара
Вице-президент Занзибара (англ. Vice President of Zanzibar) — политическая должность на Занзибаре. Должность вице-президента была создана в соответствии с поправками, внесенными в Конституцию Занзибара в 2010 году. Предполагается, что первый вице-президент должен быть представителем политической партии, отличной от партии президента Занзибара. Согласно Конституции, второй вице-президент должен быть членом Палаты представителей Занзибара и представлять ту же политическую партию, что и президент.
Должность вице-президента можно считать церемониальной.

## Вице-президенты Занзибара

### Первый вице-президент
| №   | Фото | ФИО               | Занял должность   | Покинул должность    | Примечания            |
| --- | ---- | ----------------- | ----------------- | -------------------- | --------------------- |
| 1   |      | Сейф Шариф Хамад  | 2010              | 2016                 |                       |
| -   |      | Вакантно          | 2016              | 2020                 |                       |
| (1) |      | Сейф Шариф Хамад  | 2020              | 17 февраля 2021 года | Скончался в должности |
| 2   |      | Осман Масуд Шариф | 2 марта 2021 года | в должности          |                       |

### Второй вице-президент
| № | Фото | ФИО                    | Занял должность  | Покинул должность | Примечания  |
| - | ---- | ---------------------- | ---------------- | ----------------- | ----------- |
| 1 |      | Сейф Али Идди          | ноябрь 2010 года | ноябрь 2020 года  |             |
| 2 |      | Хемед Сулейман Абдалла | ноябрь 2020      | в должности       | [ 2 ] [ 6 ] |